# Mtwivila
Mtwivila ist ein Verwaltungsbezirk (englisch Ward) des Distrikts Iringa (MC) in der tansanischen Region Iringa.

## Geografie
Mtwivila liegt im südlichen Hochland von Tansania, es ist ein Stadtteil im Nordwesten der Regionshauptstadt Iringa. Der Bezirk grenzt im Norden an Mkimbizi, im Osten an Kihesa, im Süden an Gangilonga und im Westen an Mkwawa. Bei der Volkszählung 2022 lebten 12.466 Menschen in 3666 Haushalten auf einer Fläche von 3 Quadratkilometern.

## Gliederung
Der Bezirk besteht aus zehn Stadtteilen (swahili Mtaa):
- Semkini
- Mtwivila A
- Mtwivila B
- Mtwivila
- Viziwi
- Mwautwa
- Dodoma Road C
- Dodoma Road D
- Idunda
- Dodoma Road E

## Infrastruktur
- Verkehr: Die Nationalstraße T5 bildet großteils die Bezirksgrenze im Osten.

## Sehenswürdigkeiten
Igeleke Felsmalerei: Im Bezirk wurden überwiegend prähistorische ockerfarbene Zeichnungen von menschlichen Figuren und Tieren gefunden.